# Józef Zajączek
Józef Zajączek, né le 1er novembre 1752 à Kamieniec Podolski (actuelle Ukraine) et mort le 18 juillet 1826 à Varsovie, est un militaire et homme politique polonais. 
Après avoir servi dans l'armée de la république des Deux Nations en qualité d'aide de camp de l'hetman Branicki, il soutient d'abord le camp conservateur dont ce dernier est un leader, avant de rallier l'opposition libérale en 1790 au moment de la Grande Diète. Promu général, il participe à la guerre russo-polonaise de 1792, puis à l'insurrection de Kościuszko en 1794. Après le troisième partage de la Pologne, il rejoint l'armée française et met son épée au service de Napoléon jusqu'à la campagne de Russie en 1812, où il est blessé et fait prisonnier. Après la chute de Napoléon, il est nommé vice-roi du royaume de Pologne par le tsar Alexandre Ier.

## Biographie

### Jeunesse
Józef Zajączek est le fils d'Antoni Zajączek et de Marianna Cieskowska, qui appartiennent tous deux à la noblesse polonaise. Le jeune Zajączek effectue selon toute vraisemblance sa scolarité à Zamość puis dans une école jésuite de Varsovie.
À l'âge de 16 ans, il rejoint la confédération de Bar, coalition de nobles luttant contre le roi Stanislas Auguste Poniatowski, selon eux trop soumis à la Russie de Catherine II. Zajączek devient secrétaire de Michał Wielhorski et, en 1770, accompagne ce dernier en mission diplomatique à Paris. Il y reste après la défaite de la confédération et, en 1773, y rencontre un des principaux dirigeants confédérés, Casimir Pulaski. Séduit, Zajączek quitte ses fonctions auprès de Wielhorski l'année suivante et part avec Pulaski en mission diplomatique à Constantinople. Sur place, il assiste à la défaite des Turcs à Kozluca (en) le 20 juin. De retour en France à la fin de l'année, il rédige une biographie hagiographique de Pulaski, publiée en français. En 1775, il est affecté comme sous-lieutenant au régiment de hussards de Bercheny. Il démissionne au bout de quelques semaines et regagne la Pologne. Grâce au soutien du puissant clan Sapieha, il devient aide de camp de l'hetman Franciszek Ksawery Branicki.

### Les années 1784-1791: le militaire et l'homme politique
Lors de la Diète de 1784, Zajączek représente le palatinat de Podolie et est un des membres les plus éloquents de la faction de l'hetman Branicki. Il est député de la voïvodie de Kiev à la session parlementaire de 1786. Durant cette période, il s'affirme comme un opposant déclaré du roi Stanislas Auguste Poniatowski. 
À la fin de l'année 1786, il épouse Alexandra Laura Pernet. 
Il poursuit parallèlement son ascension dans la hiérarchie militaire et obtient le grade de colonel en 1787. De 1788 à 1790, son unité, le 2e régiment de gardes-frontières, stationne à la frontière ukrainienne et il ne siège donc pas au sein de la Grande Diète. Il retrouve son mandat de représentant en 1790 et rejoint Branicki à Varsovie. 
Très vite, il prend ses distances avec ce dernier et rallie le « Parti patriotique » d'Hugo Kołłątaj. Zajączek prend part aux travaux de la commission chargée de la réforme de l'armée et contribue à la modernisation des exercices militaires et de la formation des officiers. Il soutient également la Constitution du 3 mai 1791 et devient membre de la société des Amis de la Constitution.

### La campagne de 1792
Craignant de voir son influence dans la région ébranlée par les réformes mises en œuvre en Pologne, la Russie envahit le territoire polonais en mai 1792. Deux semaines avant le déclenchement des hostilités, le 4 mai, Zajączek a été nommé commandant du 3e régiment de gardes-frontières. Le 26 mai, il est placé à la tête d'un corps de réserve et est promu major général le 29 du même mois. Après avoir rassemblé des troupes aux environs de Lublin, il se dirige sur Dubno où il fait son entrée le 7 juin. Il est l'un des commandants polonais à la victorieuse bataille de Zieleńce et reçoit pour ce fait d'armes la croix de Virtuti Militari, la plus haute décoration militaire polonaise. Celle-ci vient tout juste d'être créée et Zajączek est la cinquième personne à se la voir attribuer. 
Il prend ensuite part à plusieurs combats sans importance mais ne participe à aucune bataille d'envergure avant la reddition du roi Stanislas Auguste et le ralliement de ce dernier à la confédération de Targowica, une coalition d'aristocrates — dont l'hetman Branicki — qui soutiennent la Russie. La guerre prend fin sans qu'aucun affrontement décisif n'ait été livré, avec une armée polonaise toujours apte au combat, invaincue et bien ravitaillée. Ulcéré par la trahison de Stanislas Auguste, Zajączek est de ceux qui tentent d'échafauder un plan pour enlever le roi, mais le projet reste sans suite. Comme beaucoup d'autres officiers mécontents, en particulier Tadeusz Kościuszko et le prince Józef Poniatowski, il demande à être relevé de ses obligations militaires. Sa démission est acceptée le 18 août 1792,.

### L'insurrection de 1794

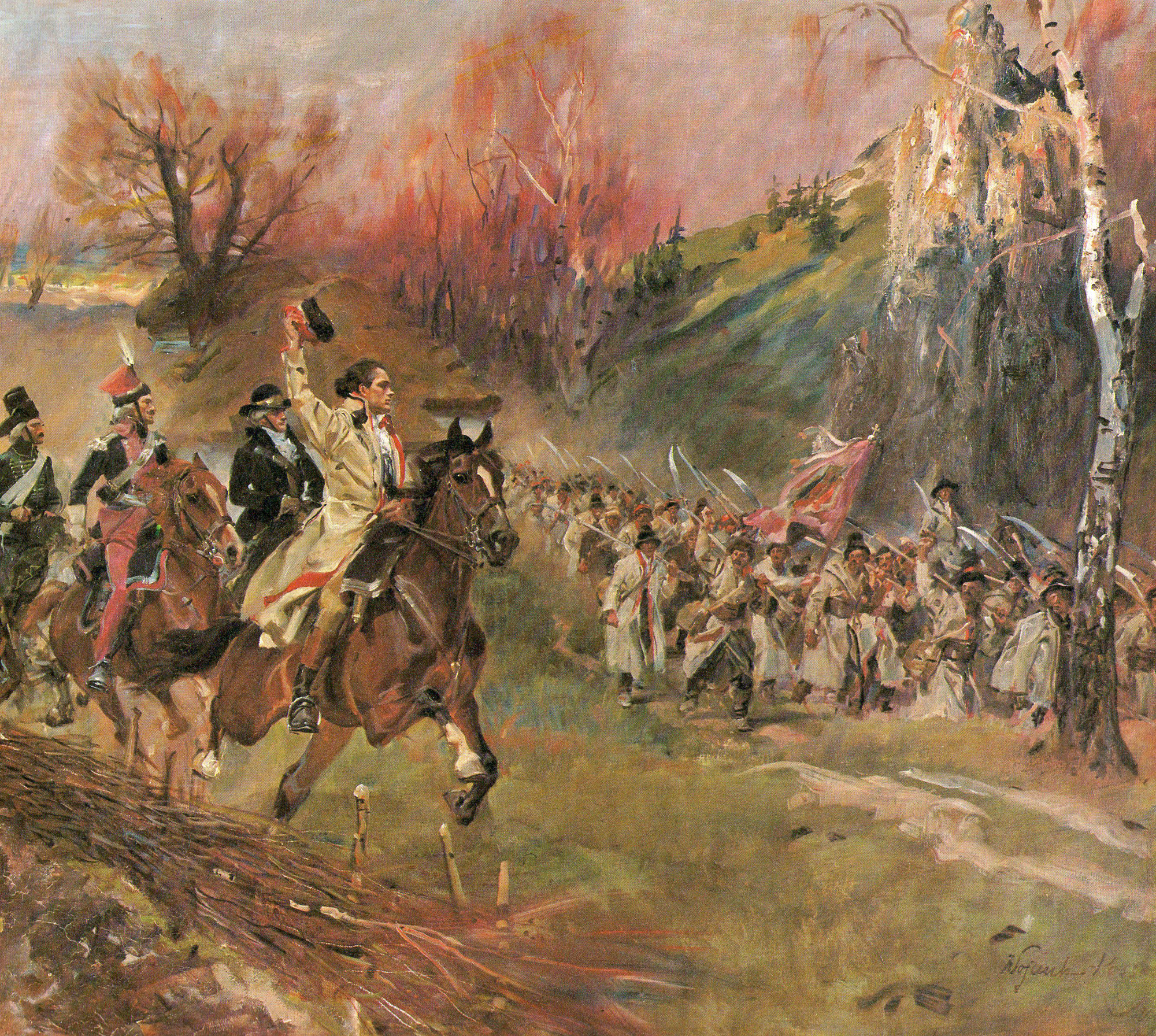
En 1794, Zajączek combat aux côtés de Kościuszko, représenté ici en train de saluer un détachement de son armée sur cette toile du peintre polonais Wojciech Kossak.

Zajączek quitte la Pologne et se rend à Vienne, puis (août 1793), à Leipzig où un grand nombre d'émigrés polonais, à commencer par Tadeusz Kościuszko et Hugo Kołłątaj, préparent une revanche contre la Russie. 
Il devient rapidement un des principaux organisateurs du soulèvement. Il est chargé de la transmission des courriers ainsi que de la collecte de renseignements sur le territoire polonais. Il est particulièrement actif dans le secteur de Varsovie et Kościuszko prévoit, en cas de succès, de le nommer gouverneur de cette région. Zajączek se rend également en mission à Dresde et Paris, où il se fait connaître comme un révolutionnaire radical, un démocrate et un partisan de l'abolition du servage en Pologne. En avril 1794, il devient membre du club des « Jacobins polonais ».    
L'insurrection de Kościuszko éclate le 24 mars 1794. Ayant rejoint ce dernier à Luborzyca le 2 avril, Zajączek reçoit le commandement de la division de Petite-Pologne. Le 4 avril, il prend part à la bataille de Racławice qui s'achève sur une victoire polonaise décisive, et est élevé deux jours plus tard au grade de lieutenant-général. Dans les semaines suivantes, il accompagne Kościuszko et son état-major. Battu le 8 juin à Chełm, il se replie sur Lublin. Son impopularité augmente auprès des soldats et, le 10 juin, il doit faire face à une mutinerie, finalement réprimée par Kościuszko. Ses troupes fusionnent peu après avec celles du général en chef de l'insurrection. 
Il dirige les forces polonaises lors de l'indécise bataille de Gołków (pl) les 9 et 10 juillet et est un des généraux chargés de la défense de Varsovie de la mi-juillet au début de septembre. Il intègre en outre le Conseil national suprême et est nommé président de la Cour pénale. Le 4 novembre 1794, il est une nouvelle fois responsable de la défense de la capitale polonaise lors de la bataille de Praga. Blessé, il quitte son poste avant la fin de la bataille, qui voit la prise de la ville et le massacre de nombreux civils. Les historiens s'accordent sur l'insuffisance des préparatifs et la piètre gestion des combats par Zajączek. Il parvient à s'enfuir en Galicie, où il est fait prisonnier par les Autrichiens. Il n'est relâché qu'au bout d'un an et décide alors de se rendre à Paris.

### Au service de la France (1797-1807)

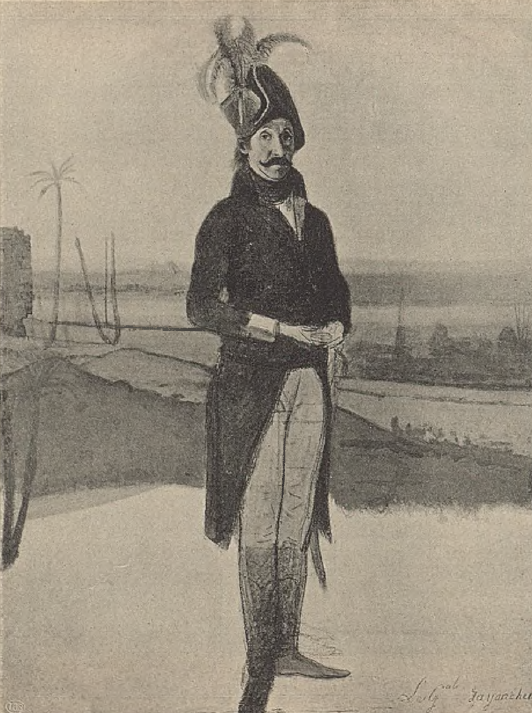
Portrait du général Zajączek pendant la campagne d'Égypte, par André Dutertre.

Après l'échec de l'insurrection et le troisième partage de la Pologne (1795) qui met fin à l'État polonais, Zajączek regagne la France et devient un membre actif de la diaspora polonaise à Paris. Afin d'encourager la France révolutionnaire à soutenir leur cause contre les ennemis communs, de nombreux Polonais, à commencer par Zajączek, s'enrôlent dans les troupes françaises. Cet afflux de volontaires débouche sur la création des Légions polonaises de Jean Henri Dombrowski, qui sont intégrées à l'armée du général Napoléon Bonaparte en Italie. Le 8 mars 1797, sur recommandation de ce dernier, Zajączek est nommé général de brigade. La même année, il publie une brochure sur l'insurrection de Kościuszko, intitulée Histoire de la révolution de Pologne en 1794 dans laquelle il tente de justifier ses actions,. Il reste toutefois peu apprécié des soldats polonais dont beaucoup lui reprochent la chute et les massacres de Praga. 
Impliqué dans divers conflits personnels, Zajączek choisit de rester au service de la France plutôt que d'être incorporé aux légions polonaises. Il participe dans les années suivantes aux guerres de la Révolution française, notamment à la campagne d'Égypte en 1798. Lors de cette campagne, il dirige plusieurs provinces, d'abord le gouvernorat de Menufeya à partir de juillet 1798 puis les gouvernorats du Fayoum et de Beni Souef à partir de janvier 1799. Le 25 janvier 1800, il défait Mourad Bey au combat de Sédiman. Élevé provisoirement au grade de général de division le 7 mai 1801, il participe la même année au siège d'Alexandrie qui se solde par la reddition de la garnison française.

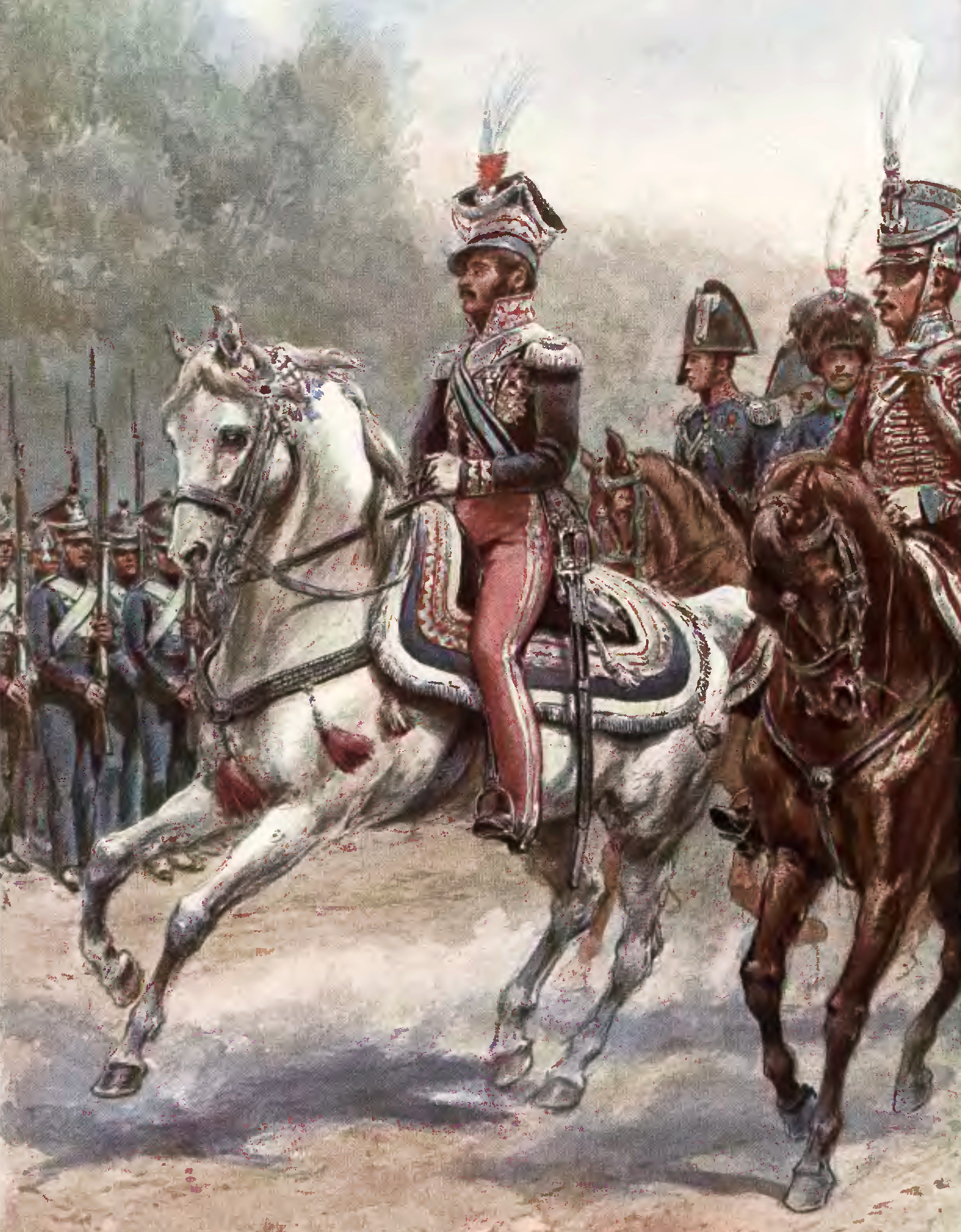
Le prince Józef Poniatowski, généralissime des Polonais, par Bronisław Gembarzewski. Blessé pendant la campagne de Russie, il est remplacé temporairement par Zajączek à la tête des troupes polonaises.

De retour en France à la fin de l'année 1801, Zajączek est confirmé dans son grade le 16 mai 1802 et obtient en septembre de la même année le commandement d'une division française au service de la République italienne. Il est successivement nommé chevalier de la Légion d'honneur en 1803 et commandeur l'année suivante. Avec le déclenchement de la guerre de la Troisième Coalition en 1805, il est affecté à la Grande Armée où il travaille à l'état-major. 
En septembre 1806, pendant la guerre contre la Prusse, il est transféré au commandement de la légion du Nord, une unité composée majoritairement de Polonais ; dès le mois suivant, il met sur pied une formation similaire, la légion de Kalisz. Pendant la campagne de 1807, il commande un corps d'observation près de Neidenburg, puis la 2e légion polonaise à partir du mois d'avril. 

### Au service du duché de Varsovie (1807-1813)
À la suite de la création du duché de Varsovie, Zajączek est incorporé contre son gré à l'armée du duché le 17 août. Mécontent d'avoir dû quitter le service français et de se trouver sous les ordres du prince Poniatowski, qu'il déteste, il refuse de porter l'uniforme polonais et de prêter le serment d'allégeance au duché, ce qu'il ne consent à faire que sur ordre formel du maréchal Davout,. 
En 1809, il commande une partie de l'armée du duché lors de la guerre austro-polonaise au cours de laquelle il subit la seule défaite polonaise de la campagne à la bataille de Jedlińsk le 11 juin. Il commande ensuite la 2e division et organise les troupes en prévision du conflit qui se prépare avec la Russie. 
Lors de la campagne de Russie en 1812, Zajączek commande la 1re division d'infanterie du Ve corps de la Grande Armée. Ses troupes s'illustrent au mois d'août à la bataille de Smolensk où il est blessé, ce qui l'oblige à se retirer du service jusqu'en octobre. Il rejoint son unité à temps pour participer à la bataille de Winkowo. À partir du 1er novembre, il assure le commandement du Ve corps après la blessure du prince Poniatowski. Il dirige ainsi les troupes polonaises aux batailles de Viazma et de Krasnoï. Lors des combats livrés contre les Russes pour le franchissement de la Bérézina, son corps d'armée, réduit à 600 hommes, se tient sur la rive droite avec le IIe corps d'Oudinot et les débris du corps de Ney. 
Le 28 novembre, le général russe Tchitchagov engage le combat et repousse la première ligne française, mais Ney réagit en envoyant à l'attaque sa seconde ligne, dont les unités polonaises de Zajączek. Celui-ci, avançant à pied l'épée à la main, passe à proximité de l'endroit où se tient Napoléon, qui l'apostrophe sans le reconnaître. Les soldats polonais parviennent à refouler les Russes dans un bois mais les pertes sont nombreuses. Au cours de l'action, Zajączek est grièvement blessé à la jambe par un boulet de canon et doit être amputé par le chirurgien Dominique-Jean Larrey. Alors qu'il est en convalescence, il est fait prisonnier par l'armée russe à Vilna et est emprisonné à la forteresse de Poltava jusqu'en janvier 1814.

### Vice-roi de Pologne (1815-1826)

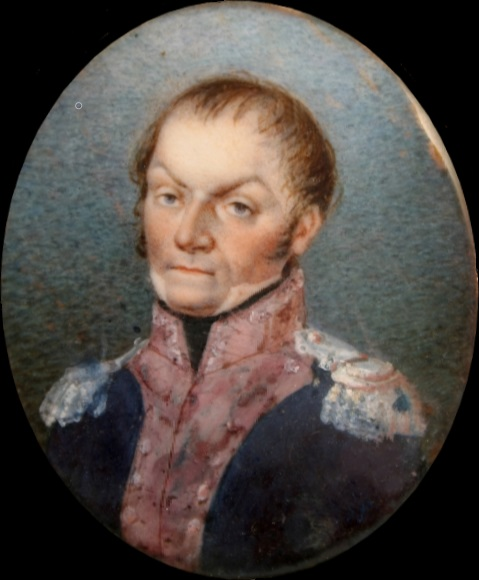
Portrait sur ivoire de Józef Zajączek, musée de l'Armée polonaise, Varsovie.

De retour à Varsovie au mois de juillet, il assure la vice-présidence d'une commission militaire chargée de réorganiser l'armée de l'ex-duché de Varsovie pour former l'armée du royaume du Congrès, placée sous tutelle russe. Le grade de général d'infanterie lui est octroyé le 29 novembre 1815. 
Le 3 décembre suivant, le tsar Alexandre Ier, récemment couronné roi de Pologne, désigne Zajączek comme vice-roi (namiestnik) de Pologne. Cette nomination apparaît comme une surprise y compris pour le principal intéressé qui semble avoir, dans un premier temps, décliné la proposition. Alexandre ne lui laisse cependant pas le choix et Zajączek doit céder. 
Les actions de Zajączek en tant que vice-roi ont été diversement appréciées tant par les contemporains que les historiens. Il s'intéresse de près au développement économique du territoire en encourageant l'industrialisation et l'urbanisation du royaume, et est l'un des fondateurs de l'université de Varsovie. Son manque d'expérience pour une fonction de cette importance et sa trop grande soumission au grand-duc Constantin, frère du tsar et chef de l'armée du royaume, lui sont cependant reprochés. Il outrepasse également à plusieurs reprises la Constitution, ce qui contribue à affaiblir progressivement les libertés et l'autonomie du royaume ; la censure est ainsi instaurée à partir de 1819. Déférent à l'égard des autorités russes, il laisse le grand-duc Constantin et le commissaire du tsar, Nikolaï Novossiltsev, dont l'étendue des pouvoirs n'est pas fixée par la Constitution, devenir les dirigeants de facto du pays. En reconnaissance de ses services, Alexandre Ier lui décerne le titre de prince de Pologne le 27 avril 1818.
Au printemps 1826, Zajączek tombe malade et sa santé se détériore rapidement. Le 25 juillet, il perd connaissance et meurt dans la matinée du 28 au palais du vice-roi à Varsovie — siège de l'actuel président de la république de Pologne. Ses funérailles ont lieu du 2 au 5 août ; il est inhumé à l'église du Sacré-Cœur-de-Jésus d'Opatówek, où le général avait un manoir et des terres données par Napoléon. Son cœur est déposé à l'église Sainte-Anne de Varsovie et ses viscères enterrés au cimetière de Powązki de la capitale.
Son épouse Aleksandra, avec laquelle il n'a pas eu d'enfant, lui survit dix-neuf ans.

## Distinctions
Son nom apparaît (sous la forme ZAYONSCHECK), parmi ceux des 660 officiers inscrits sur l'arc de triomphe de l'Étoile, 26e colonne.